# Astragalus diminutivus
Astragalus diminutivus là một loài thực vật có hoa trong họ Đậu. Loài này được (Phil.) Gómez-Sosa mô tả khoa học đầu tiên năm 2005.